# Alfredo Di Stéfano Stadium
Alfredo Di Stéfano Stadium (spansk: Estadio Alfredo Di Stéfano) er et fodbold stadion i Madrid, Spanien, ejet af La Liga klubben Real Madrid. Det er opkaldt efter den legendariske tidligere Real Madrid spiller Alfredo Di Stéfano.

## Oversigt
Det blev indviet den 9. maj 2006, hvor Stade de Reims var inviteret som modstander. Det franske hold var det første, som Real Madrid slog i Mesterholdenes finale i 1956 og denne aften i Madrid blev det til en sejr på 6-1 målscorerne var Sergio Ramos, Antonio Cassano (2), Roberto Soldado (2), og José Manuel Jurado, der stillede op således: Iker Casillas; Michel Salgado, Sergio Ramos, Alvaro Mejia, Roberto Carlos; David Beckham, Guti, Zinedine Zidane, Robinho; Antonio Cassano og Raul Gonzalez.
Banen er en del af Ciudad Real Madrid, Real Madrid’s træningsfaciliteter lige uden for Madrid i Valdebebas, nær Madrid-Barajas Lufthavn.
Kapaciteten på vest tribunen er 4,000 sæder, og 2,000 sæder på den østlige tribune, som i alt giver stadionet en kapacitet på 6,000 sæder.
COVID-19 pandamien gav Real Madrid muligheden for at renovere førsteholdets normale hjemmebane Santiago Bernabéu, resten af sæsonen.
Som resulterede i at Real Madrid's første hold skulle spille resten af hjemme kampene i sæson 2019–20 på Alfredo di Stéfano bag lukkede døre, startende fra 14 Juni 2020 i en 3–1 liga sejr over Eibar.
Den 6 September 2020; stadig uden tilskuere, spillede Spanien’s landshold for første gang på banen, da Spanien vandt 4-0 over Ukraine i UEFA Nations League.